# Attius Navius

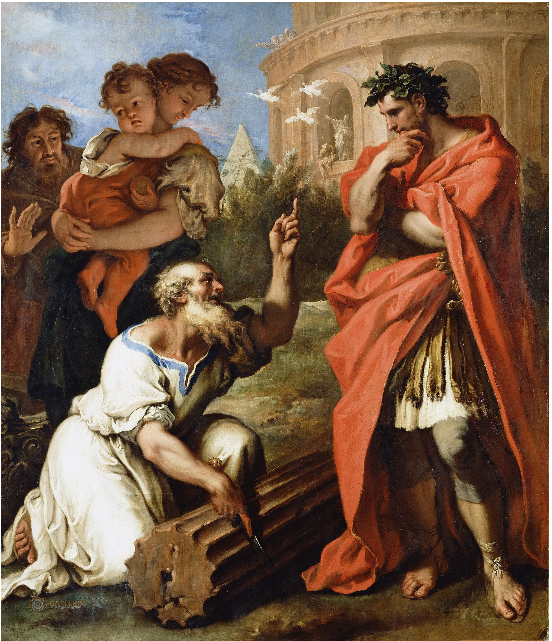
Tarquin de Oude vraagt advies aan Attius Nevius de augur

Attius of Attus Navius was een bekend augur ten tijde van Tarquinius Priscus.

## Leven
In zijn jeugd toonde hij zijn vaardigheid in de kunst van het voorspelling nog voor hij hierin onderricht had ontvangen; maar nadat hij door de Etrusken was onderricht, overtrof hij alle zieners van zijn tijd. Zo zou hij een varken met behulp van zijn voorspelkunst hebben teruggevonden. Een buitengewoon bewijs van zijn vaardigheid als augur moest blijken uit een legende over Tarquinius Priscus. Deze koning stelde voor het aantal van de ruiterseenheden te verdubbelen en de drie nieuwe naar zichzelf en twee van zijn vrienden te noemen, maar Navius verzette zich hiertegen, omdat Romulus oorspronkelijk de indeling van de equites onder de goedkeuring van gunstige auspices had gedaan, en bijgevolg geen verandering aan deze kon worden gemaakt zonder eenzelfde goedkeuring van de goden. Vervolgens verhaalt de legende dat de koning hem daarom beval te voorspellen of wat hij in zijn gedachten had zou kunnen worden verwezenlijkt en dat Navius, nadat hij de hemel had geraadpleegd, verkondigde dat dit inderdaad mogelijk was, maakte de koning bekend dat hij had gedacht een wetsteen met een scheermes te kunnen klieven. Toen dit ook werd uitgeprobeerd, sneed men zonder probleem de wetsteen doormidden. Daarop werd een standbeeld van Attus met gesluierd hoofd (capite velato) in het comitium, op de stappen van het senaatsgebouw, op de plaats waar het wonder had plaatsgegrepen opgericht. De wetsteen werd samen met het scheermes in de buurt van het standbeeld begraven met een puteal erboven, waaraan Dionysius van Halicarnassus wist toe te voegen dat dit beeld in de buurt van een heilige vijgenboom werd geplaatst. Volgens Dionysius van Halicarnassus zouden de zonen van Ancus Marcius toen Attus plotseling was verdwenen koning Tarquinius Priscus ervan hebben beschuldigd Navius uit de weg te hebben geruimd, hoewel hier geen enkel bewijs voor was.

## Antieke bronnen
- Dionysius van Halicarnassus, Ῥωμαϊκὴ Ἀρχαιολογία III 70—72.
- Cicero, De divinatione I 17 § 31-33, De natura deorum II 9, III 14, De re publica II 20.
- Aurelius Victor, de Viribus illustribus 6.7.
- Livius, Ab Urbe Condita I 36.
- Plinius maior, Naturalis Historia XV 20 § 77.
- Florus, I 5.2-5.

## Verder lezen
- Niebuhr, History of Rome, I, pp. 360-361.